# Uesugi Kenshin
Uesugi Kenshin (上杉謙信?; Echigo, 18 febbraio 1530 – Echigo, 19 aprile 1578) è stato un samurai e daimyō che governò la provincia di Echigo in Giappone durante il periodo Sengoku, e uno dei più potenti signori della guerra di questo periodo.
È famoso per la sua abilità sul campo di battaglia, per la leggendaria rivalità con Takeda Shingen, per la sua abilità in campo militare e strategico e anche per la sua fede nel dio della guerra, Bishamonten, tanto che molti in Giappone, non solo i suoi seguaci, lo ritenevano il suo avatar, e per questo lo chiamavano "il dio della guerra" Kenshin.

## Nome
Nacque con il nome di Nagao Kagetora  (長尾景虎?), cambiandolo successivamente in Uesugi Masatora  (上杉政虎?) quando ereditò il nome della famiglia Uesugi quando accettò il titolo ufficiale di Kantō kanrei (関東管領? vice-shōgun della regione del Kantō). Più tardi cambiò ancora una volta il suo nome in Uesugi Terutora  (上杉輝虎?) in onore dello shōgun Ashigaka Yoshiteru  (足利義輝?), per poi cambiare ulteriormente nome, un'ultima volta, in Kenshin, dopo che diventò un monaco buddhista. È ricordato soprattutto per essere stato un fedele devoto al dio Bishamonten.
Alcune volte ci si riferisce a Kenshin come "Il drago di Echigo", a causa delle spaventose abilità nelle arti marziali mostrate sul campo di battaglia. Il suo rivale, Takeda Shingen, era chiamato "La tigre di Kai". In alcune versioni della mitologia cinese (Kenshin e Shingen erano molto interessati alla cultura cinese, soprattutto ai lavori di Sun Tzu), il dragone e la tigre sono sempre stati acerrimi nemici che tentavano di distruggersi l'un l'altro, ma mai nessuno dei due riusciva ad ottenere il sopravvento sull'avversario.

## Biografia

### Primi anni

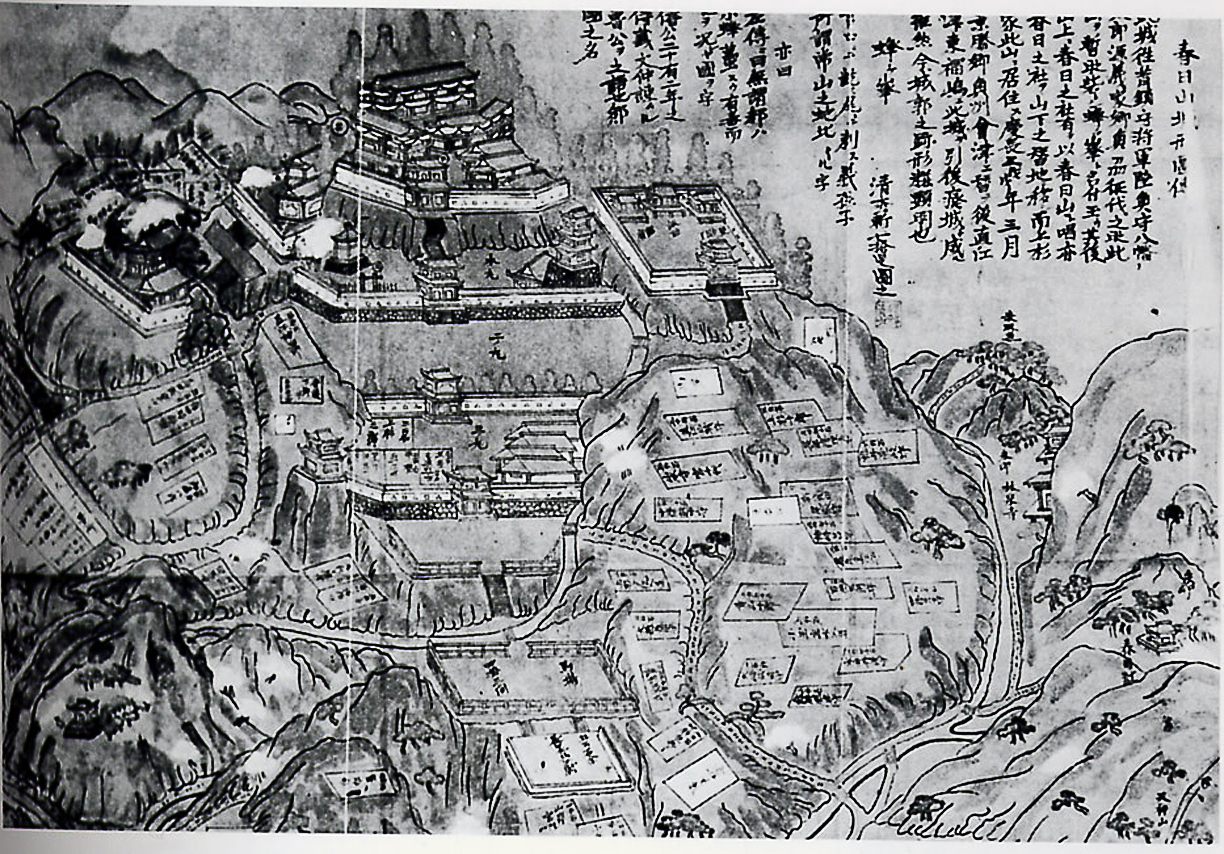
Castello di Kasugayama

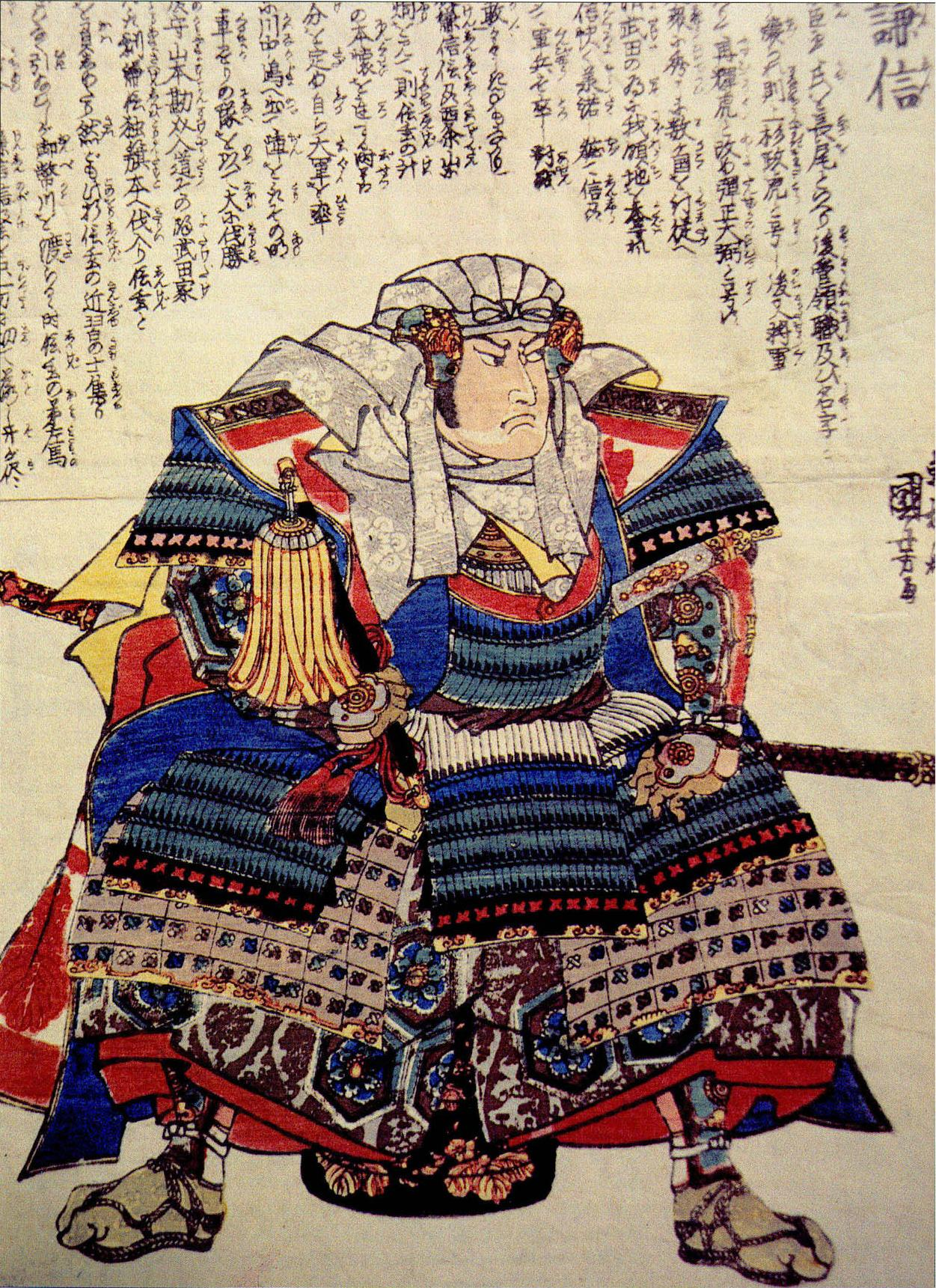
Uesugi Kenshin raffigurato da Utagawa Kuniyoshi

Quarto figlio del grande guerriero Nagao Tamekage (長尾為景?) del clan Nagao, i primi anni della vita di Kenshin presentano una storia unica. Suo padre si è guadagnato la fama di grande signore della guerra grazie ad alcune vittorie ottenute contro Uesugi Sadanori e Uesugi Funayoshi. Tuttavia, nei primi anni, Tamekage entrò in conflitto con il suo vicino Ikkō-ikki di Hokuriku, a causa del fatto che il potere nella regione iniziò a spostarsi verso Ikkō (dovuto soprattutto all'improvvisa evoluzione di Honganji, la situazione per Echigo si deteriorò velocemente. Raggiunse il picco nel 1536, quando il padre di Kenshin radunò le truppe e marciò verso ovest, senza uno scopo preciso. Tuttavia, nei pressi di Sendanno in Etchū, le sue truppe furono improvvisamente attaccate da quelle di Enami Kazuyori: nella battaglia che ne risultò, Tamekage stesso fu ucciso e il suo esercito mandato in rotta.
Le ripercussioni di ciò che era accaduto si fecero subito sentire ad Echigo. Nagao Harukage, il primogenito di Tamekage, immediatamente tentò di prendere il controllo dei Nagao e il tutto successe dopo che uscì vincitore da uno scontro fra lui e suo fratello, Kageyasu, in cui quest'ultimo ne uscì sconfitto e morto. Kagetora (Kenshin) fu escluso dalla lotta per il potere e trasferito al tempio di Rizen, dove si dedicò allo studio fino all'età di 14 anni.

### Rivendicazione del potere
All'età di 14 anni, Kenshin fu improvvisamente contattato da Usami Sadamitsu e da molti altri conoscenti di suo padre. Loro premevano affinché il giovane Nagao tornasse ad Echigo e contestasse il potere di suo fratello maggiore. Sembrerebbe che Harukage non abbia dato prova di essere un leader efficiente e ispiratore, e il suo fallimento nell'esercitare il controllo sulle potenti famiglie kokujin è sfociato in una situazione in cui le province lontane erano sul punto di tagliare ogni rapporto con Echigo.
La storia dice che Kenshin, all'inizio, fosse riluttante all'idea di scontrarsi con suo fratello, ma alla fine fu convinto dal fatto che fosse una cosa necessaria per il bene di Echigo. In una serie di scontri voluti da lui e da Usami Sadamitsu, Kenshin riuscì a strappare il controllo del clan da Harukage nel 1547. Il destino di Harukage è incerto: alcune fonti dicono che gli fu concesso di vivere, ma altre dicono che gli fu ordinato il suicidio.

### Primo periodo di governo
Sebbene il controllo sul clan Nagao adesso fosse indiscusso, molti territori di Echigo erano ancora indipendenti dal potere di questo giovane signore della guerra. Kenshin immediatamente si organizzò per cementare il suo potere in tutta la regione, ma questi sforzi erano ancora al loro stadio primordiale, mentre altre preoccupazioni diventavano sempre più pressanti. Ogasawara Nagatoki e Murakami Yoshikiyo, i due signori di Shinano, apparvero prima che Kenshin chiedesse il loro aiuto contro l'avanzata del potente signore della guerra Takeda Shingen. Intorno a questo periodo Kenshin divenne pienamente il signore di Echigo e Shingen ottenne le maggiori vittorie nella provincia di Shinano. Le conquiste di Takeda allargarono i confini del suo dominio fino ad Echigo: a questo punto Kenshin decise di scendere sul campo di battaglia.

### Uesugi e Takeda
Ciò che seguì, fu l'inizio di una rivalità che sarebbe diventata leggendaria. All'inizio del conflitto, sia Uesugi Kenshin che Takeda Shingen erano molto cauti, limitandosi a compiere qualche piccola scaramuccia l'uno ai danni dell'altro. Col passare del tempo, ci furono probabilmente un totale di cinque battaglie alla famosa piana di Kawanakajima, sebbene solo la quarta battaglia fu la più seria e senza esclusione di colpi.
Nel 1561, Kenshin e Shingen combatterono la loro più grande battaglia, la quarta battaglia di Kawanakajima. Kenshin usò una tattica ingegnosa: una formazione di battaglia speciale, in cui i soldati in prima linea potevano darsi il cambio con le retrovie, nel caso i soldati in testa si sentissero stanchi o fossero feriti. Questo permetteva ai soldati stanchi e affaticati di riposarsi, mentre i soldati che fino a quel momento non avevano combattuto, entravano in azione. Questa tattica fu estremamente efficace e grazie a questa Kenshin fu molto vicino a sconfiggere Shingen una volta per tutte. Si dice che durante questa battaglia, Kenshin cavalcò con il suo cavallo verso Shingen, colpendolo con la sua spada. Shingen parò il colpo grazie al suo ventaglio da guerra di ferro (o tessen). Tuttavia, Kenshin non riuscì a sconfiggere una volta per tutte Shingen. Un servo dei Takeda portò via dal campo di battaglia Shingen, che poté così organizzare un contrattacco. L'esercito di Kenshin si ritirò: molti soldati annegarono nel fiume vicino al campo di battaglia, mentre altri furono abbattuti dai generali del clan Takeda.
L'esito di quella battaglia è ancora incerta: molti studiosi sono divisi nel riconoscere chi, fra i due, fosse il vero vincitore di quella battaglia, sempre se quella battaglia fosse realmente decisiva da decretarne uno. Kenshin perse 3000 samurai, mentre Shingen ne perse 4000, oltre a due importanti generali nonché consiglieri: Yamamoto Kansuke e suo fratello più giovane, Takeda Nobushige.
Sebbene Kenshin e Shingen furono rivali per più di 14 anni si scambiarono molte volte dei doni: il regalo più famoso fu una preziosissima spada donata da Shingen a Kenshin, che fu ben accetta da quest'ultimo. Shingen morì nel 1573. Si dice che Kenshin pianse ad alta voce per la perdita del degno avversario e, secondo quanto riportato, fece voto di non attaccare mai più le terre dei Takeda. Le due parti eran diventate alleate in 3 anni. Inoltre, ci fu un incidente quando un certo numero di altri daimyo (incluso il clan Hōjō) boicottò gli approvvigionamenti di sale per la provincia di Kai. Kenshin venne anche a conoscenza del problema di Shingen con un daimyo del clan Hojo, il quale si rifiutò di inviargli del riso. Kenshin segretamente inviò del sale ai Takeda (il sale era molto importante, perché serviva soprattutto per la conservazione del cibo) e scrisse al suo nemico, Shingen, che secondo lui il daimyo degli Hojo aveva commesso un'azione ostile. Anche se avrebbe potuto tagliare i rifornimenti e quindi sconfiggere Shingen, Kenshin decise di non farlo perché sarebbe stato un atto disonorevole. Come riflessione, Kenshin dichiarò: "Le guerre sono vinte dalle spade e dalle lance, non dal riso e dal sale". Kenshin, trattando il suo rivale così, impostò un nobile esempio valido per tutti i tempi. I fautori della pace utilizzano la dichiarazione di Kenshin, riferendosi a tale dichiarazione in questo modo: "La pace si fa con il riso e con il sale, non con le spade e con le lance".

### Altri eventi
Sebbene la rivalità con Takeda Shingen fosse leggendaria, Uesugi Kenshin ha compiuto in realtà molte altre imprese nei periodi in cui non era impegnato a dar battaglia ai Takeda (1553, 1555, 1557, 1561, 1564). Nell'anno 1551, Kenshin fu chiamato a fornire rifugio al suo signore nominale, Uesugi Norimasa, che era stato costretto a fuggire a causa dell'espansione nel Kanto dal clan Hōjō. Kenshin accettò di dare rifugio al signore della guerra, ma non era in condizioni di muovere guerra al clan Hōjō in quel momento. Nel 1559, compì un viaggio per portare omaggio allo shōgun di Kyoto, e visitare i monumenti religiosi e storici. Ciò servì per aumentare considerevolmente la sua reputazione e donò alla sua immagine un'accezione culturale, oltre che di signore della guerra. Nello stesso anno fu spinto ancora una volta da Uesugi Norimasa a riprendere il controllo del Kantō dal clan Hōjō e, l'anno successivo, era pronto per poter compiere questa impresa. All'inizio della campagna contro gli Hōjō, Kenshin strappò con successo molti castelli al clan, fino a quando non si trovò faccia a faccia col castello di Odawara, nella provincia di Sagami. Riuscì a fare breccia nelle difese e bruciare la città, ma il castello non fu conquistato, e la mancanza di rifornimenti lo costrinsero a ritirarsi subito dopo (vedi assedio di Odawara dal 1561). Comunque, fu durante questo periodo che lui visitò il Tsurugaoka Hachiman-gū e prese il cognome di Uesugi.
L'altro principale settore, di cui si interessò Uesugi Kenshin era la provincia di Etchū. La terra era abitata da due clan in lotta, il Jinbo e Shiina. Kenshin entrò in causa come mediatore per qualche tempo, ma poi prese le parti degli Shiina contro il clan Jinbo. Un certo numero di anni più tardi, poi, scese in campo contro gli Shiina (per sembrare un po' più amichevole con il Takeda) e, quando prese il loro castello principale nel 1575, l'intera provincia di Etchu fu interamente sotto il suo controllo.

### Ultimi anni
(Poesia di morte di Kenshin.)
A partire dall'anno 1576, Kenshin cominciò a esaminare la questione di Oda Nobunaga, che nel frattempo era cresciuto fino a diventare il signore della guerra più potente del Giappone del momento. Con entrambe le morti di Shingen Takeda e Hōjō Ujiyasu, Kenshin non aveva più ostruita la strada per l'espansione del suo dominio. Così, quando la morte di un daimyō del clan Hatakeyama della provincia di Noto provocò confusione e conflitto nella zona per la successione, Kenshin colse subito l'opportunità, conquistando le terre del clan indebolito, che lo mise in grado di minacciare Nobunaga e suoi alleati. In risposta, Nobunaga mise insieme le proprie forze e quelle dei suoi due migliori generali: Shibata Katsuie (柴田勝家?) e Maeda Toshiie (前田利家?) per scontrarsi con Kenshin nella battaglia di Tedorigawa. L'esperto Shibata Katsuie che servì Nobunaga fin dall'inizio, fu mandato per verificare la famosa reputazione in battaglia di Kenshin. Secondo alcune fonti, Shibata portò 18.000 uomini in battaglia da un lato, seguito da Nobunaga stesso con 20.000 uomini di rinforzi. Se queste informazioni fossero esatte, la battaglia combattuta da questi sarebbe la più grande combattuta nel periodo Sengoku.
Nonostante i numeri travolgenti di Nobunaga, Kenshin riuscitì a compiere una solida vittoria sul campo. In un primo momento, Kenshin rifiutò di ingaggiare l'esercito di Nobunaga, fino a quando una pioggia torrenziale neutralizzò le unità di fanteria di Nobunaga stesso. Costretto ad una ritirata precipitosa, Shibata si riunì alla forza principale di Nobunaga. Successivamente Kenshin riprese una tattica del suo vecchio rivale Takeda Shingen, finse di mandare avanti una piccola unità per attaccare l'esercito di Nobunaga da dietro, dando al suo nemico una grande occasione per schiacciare la sua piccola forza. Nobunaga abboccò all'amo. L'esercito di Nobunaga attaccò di notte aspettandosi un avversario indebolito; invece il grosso dell'esercito di Kenshin era in attesa. Dopo aver perso quasi un quarto della sua forza, Nobunaga si ritirò verso la provincia di Omi mentre Kenshin si accontentò di costruire una qualche fortezza nella provincia di Kaga prima di ritornare indietro a Echigo. Nell'inverno tra il 1577-1578, Uesugi Kenshin mise in campo un grande esercito per continuare i suoi attacchi in terra di Nobunaga. Tuttavia, è risaputo che la sua salute fosse pessima in questo periodo, e dopo un peggioramento il 9 aprile, morì il 13, quattro giorni dopo.

## La morte di Uesugi Kenshin
La causa della morte di Kenshin è stato oggetto di interrogativi nel corso degli anni. La teoria accettata dalla maggior parte degli studiosi giapponesi è che una vita da alcolizzato e forse il cancro allo stomaco hanno segnato la fine per il grande signore della guerra.
Altre fonti sostengono che fu assassinato da un ninja che aveva atteso nella piscina sotto la latrina al campo di Kenshin con una lancia corta. (Si noti che le teorie non si escludono a vicenda - l'assassino, se è esistito, potrebbe semplicemente avere ferito a morte un uomo già morente.) Si dice che dopo aver sentito della morte di Kenshin, Oda Nobunaga abbia detto: "Ora l'impero è mio."

## Dopo la morte
La morte di Kenshin fu disastroso per il clan. Non aveva mai avuto figli, ma adottò due ragazzi affinché divenissero suoi eredi. Dopo aver saputo della morte del padre, i due entrarono subito in conflitto per detenere il potere, che si concluse con la vittoria di Uesugi Kagekatsu sul fratello Kagetora divenendo così il nuovo capo clan. Tuttavia, il conflitto interno aveva avuto enormi costi sia in materiali che in energie, così Oda Nobunaga non ebbe problemi a conquistare velocemente molti dei territori degli Uesugi. Ci furono alcune voci all'epoca, secondo cui Kenshin in realtà fosse una donna travestita da uomo. La ragione di queste voci è dovuta al fatto che il daimyo non si sposò mai, non ebbe figli suoi naturali e alla compagnia di belle donne preferiva quella di molti uomini. L'omosessualità è una spiegazione plausibile, in quanto all'epoca era una pratica normale nella classe samurai. Non ci sono prove a sostegno di queste voci, ma di sicuro le voci si susseguirono fino ad arrivare ai giorni nostri.

## Nella cultura popolare
Kenshin è il protagonista del romanzo storico di Chōgorō Kaionji Ten to Chi to (Il cielo e la terra), adattato nel 1969 nell'omonimo taiga dorama di NHK con Kōji Ishizaka nei panni del protagonista.
A interpretare Kenshin, uno dei personaggi minori nel Jidai-geki Kagemusha - L'ombra del guerriero di Akira Kurosawa è Eiichi Kanakubo. Un nuovo adattamento del romanzo di Kaionji, Cielo e terra è stato diretto nel 1990 da Haruki Kadokawa. Il film, in cui Kenshin è interpretato da Takaaki Enoki, si focalizza sulla rivalità tra Uesugi Kenshin e Takeda Shingen. Il film elogiato per le sue rappresentazioni realistiche della guerra e delle battaglie del periodo, detiene il record mondiale per il maggior numero di cavalli sellati utilizzati in una sequenza di battaglia, 800. Un ulteriore adattamento del romanzo di Kaionji è stato realizzato da TV Asahi nel 2008, con il protagonista interpretato da Masahiro Matsuoka.
Nel 2007 NHK ha realizzato un nuovo taiga dorama, Fūrin Kazan. Uesugi Kenshin è interpretato dal cantautore giapponese Gackt, che si è focalizzato sull'ipotesi che Kenshin fosse una donna. Gackt ha anche doppiato il personaggio di Kenshin nell'anime basato sul manga yonkoma Tono to issho.
Kenshin è apparso in diversi videogiochi come Samurai Warriors e Warriors Orochi di Koei e la serie Sengoku Basara di Capcom. È un personaggio giocabile in Pokémon Conquest (Pokémon + Nobunaga no yabō in Giappone), dove è il signore della guerra di Illusio. Una Kenshin donna appare nel gioco per cellulare Fate/Grand Order.
Kenshin è stato interpretato dal due volte campione olimpico di pattinaggio Yuzuru Hanyū, che sulle musiche composte da Isao Tomita per due dorama, il Ten to Chi to del 1969 e Shin Heike Monogatari del 1972, ha realizzato uno dei suoi programmi liberi. La motivazione di Hanyū dietro la scelta musicale era la sua forte risonanza con la situazione di Kenshin, nonché i suoi valori e il suo approccio alla battaglia. Il programma ha debuttato nel dicembre 2020 a Nagano, vicino al luogo storico della quarta battaglia di Kawanakajima e ha fruttato a Hanyū due dei suoi sei titoli ai Campionati giapponesi. Hanyū ha interpretato Kenshin anche ai Giochi olimpici di Pechino.